# د. د. لويس
د. د. لويس (بالإنجليزية: D. D. Lewis)‏ هو لاعب كرة قدم أمريكية أمريكي، ولد في 16 أكتوبر 1945 في نوكسفيل في الولايات المتحدة.

## وصلات خارجية
- د. د. لويس على موقع IMDb (الإنجليزية)

- د. د. لويس على موقع مرجع كرة القدم المحترفة.كوم (الإنجليزية)